# Faculté de musique de l'Université Laval

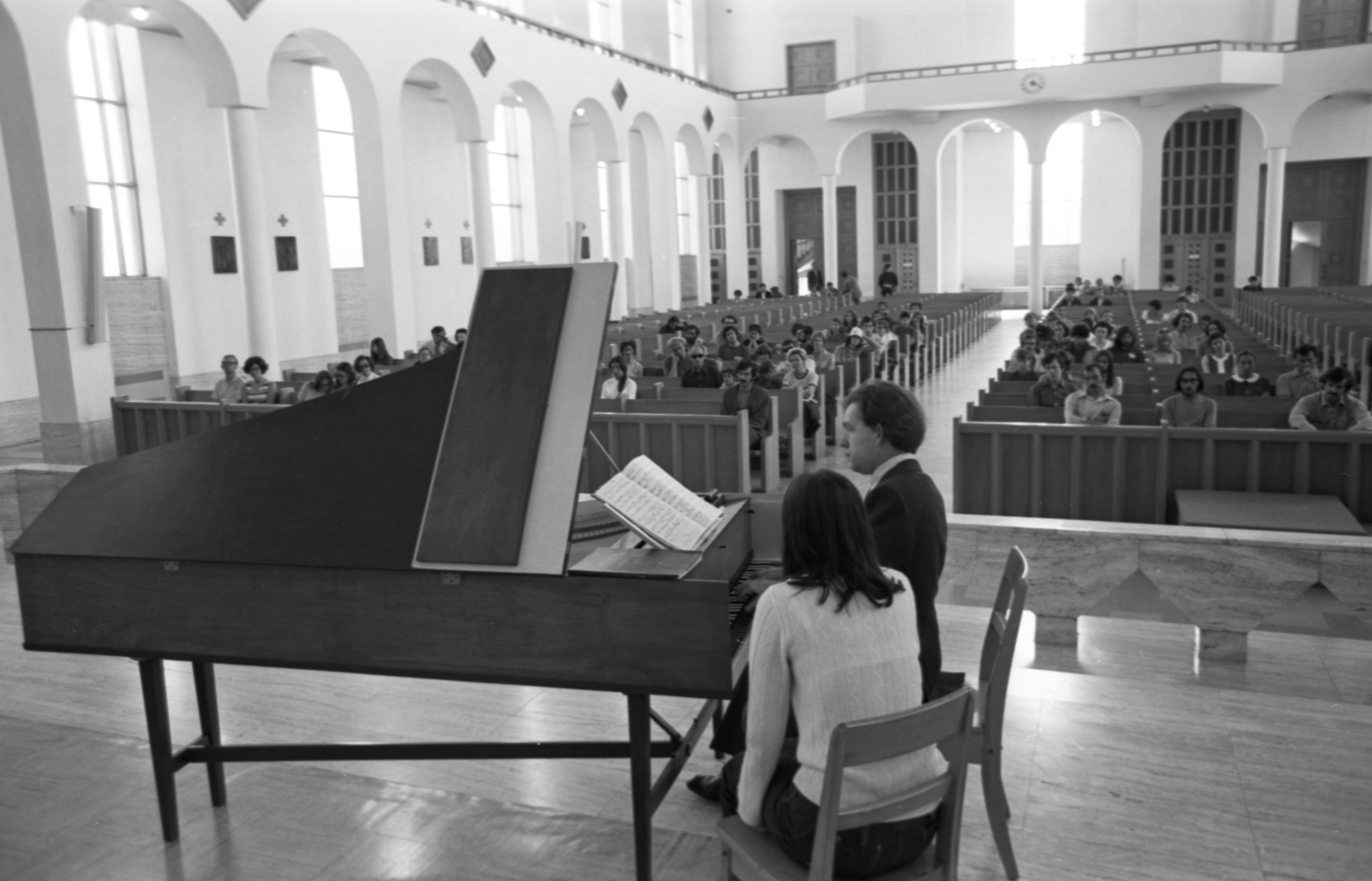
Hermel Bruneau en juin 1971 lors d'un récital de clavecin à la chapelle du Grand Séminaire (maintenant le pavillon Louis-Jacques-Casault). Cette chapelle a été transformée pour faire ce qui est aujourd'hui la salle Henri-Gagnon.

La Faculté de musique est l'une des 17 facultés de l'Université Laval, située à Québec.

## Description
Une École de musique fut créée ne 1922 et rattachée à la faculté des arts de l'Université. L'École fut élevée au rang de département en 1929 et au rang de Faculté en 1997. La faculté est installée dans le pavillon Louis-Jacques-Casault.